# Nothobranchius kirki
Nothobranchius kirki – gatunek ryby z rodziny Nothobranchiidae i rzędu karpieńcokształtnych. Występuje w południowych jeziorach Malawi. Osiąga do 5,0 cm długości. Ryba słodkowodna, niewędrowna; zakres pH: 6,0–7,0; dH zakres: 4–10; temperatura 20–23 °C. Trudny do utrzymania w akwarium.